# Burning in Water, Drowning in Flame
«Ardiendo en Agua, Ahogándose en Llamas»  —título original en inglés: «Burning in Water, Drowning in Flame» — es el quinto episodio de la tercera temporada de la serie de televisión posapocalíptica, horror Fear the Walking Dead. Se estrenó el 25 de junio de 2017. Estuvo dirigido por Daniel Stamm y el guion estuvo a cargo de Suzanne Heathcote.
Este episodio también marca la primera aparición de Michael Greyeyes como Qaletaqa Walker, un personaje recurrente prominente de esta temporada.

## Trama
Después de que un incendio mata a uno de los fundadores de Broke Jaw, Nick y Jeremiah se unen al limpiar los restos del naufragio y localizar el preciado revólver antiguo de Jeremiah. Nick espera que a Luciana le guste la casa, pero se va por la noche. Madison, Troy y su escuadrón partieron hacia la Reserva Black Hat, liderados por Qaletaqa Walker, en cuya tierra ancestral se construyó Broke Jaw. Walker tiende una emboscada al escuadrón que se ve obligado a regresar en calcetines con una advertencia de una inminente invasión. Durante el viaje de regreso, Troy contempla matar a Madison. Alicia y Jake comienzan una relación. En otra parte, Strand lleva a Daniel al hotel, pero al encontrar que Ofelia no estaba presente, Daniel abandona a Strand a los muertos.

## Recepción
"Burning in Water, Drowning in Flame", recibió críticas muy positivas de la crítica. En Rotten Tomatoes, "Ardiendo en el agua, ahogándose en las llamas" obtuvo una calificación del 86%, con una puntuación promedio de 7.24/10 basada en 7 reseñas.
Matt Fowler de IGN le dio a "Burning in Water, Drowning in Flame" una calificación de 8.2/10.0 indicando; "Cinco episodios en su tercera temporada y Fear the Walking Dead se siente más seguro y capaz. El viaje de todos, tanto como colectivo como individualmente, se siente legítimo y no forzado. El deseo de Nick de hacer que Luciana se sienta como en casa, el resentimiento de Alicia por el futuro está perdida, el modo duro de supervivencia de Madison, todo funciona. Y ya pasaron los días en que los peligros descendían debido a sus malas decisiones."

### Calificaciones
"Burning in Water, Drowning in Flame" fue visto por 2,50 millones de espectadores en los Estados Unidos en su fecha de emisión original, por encima de la calificación del episodios anterior de 2,40 millones.